# 요제프 멩겔레
요제프 루돌프 멩겔레(독일어: Josef Rudolf Mengele, 1911년 3월 16일 ~ 1979년 2월 7일)는 나치 친위대(SS) 장교이자 아우슈비츠-비르케나우 나치 강제 수용소의 내과의사였다. 그는 수용소로 실려온 수감자들 중 누구를 죽이고 누구를 강제 노역에 동원할지를 결정하였으며 수용소 내에서 수감자들을 대상으로 생체 실험을 하였던 것으로도 악명이 높다. 그러한 그의 별명은 죽음의 천사(Angel of Death, 독일어: Todesengel)로 알려져 있다.

## 생애
멩겔레는 바바리아의 귄츠부르크에서 사업가인 아버지 카를 멩겔레(1881년 ~ 1959년)와 어머니 발부르가 후파우어(1880년 ~ 1946년) 사이에서 태어났으며 카를(1912년 ~ 1949년)과 알로이스(1914년 ~ 1974년)라는 두 남동생이 있었다.
1930년 귄츠부르크 김나지움(고등학교)을 졸업한 그는 뮌헨 대학교에서 약학과 인류학을 공부하였으며, 쌍둥이 연구에 전문이던 테오도르 몰리슨 교수의 지도로 1935년 유태인 하층민들의 인종적 차이점에 대한 논문을 작성, 인류학 박사 학위를 받았다. 프랑크푸르트 대학교의 유전 생물학 및 인종 위생학 연구소에서 오트마 폰 페르슈어와 함께 연구를 진행한 그는 1938년 '갈라진 입술과 구개에 관한 가족사 연구'라는 논문으로 약학 박사 학위를 받았다. 나치 우생학에 대한 그의 믿음은 이 시기의 그의 논문에서도 찾아볼 수가 있었다. 뮌헨 대학교와 프랑크푸르트 대학교는 전후 1964년 그의 학위를 취소하였다.

## 나치와의 관계
1931년 20세의 나이에 멩겔레는 준군사 조직인 철모단에 가입하였으며, 철모단은 1933년 나치 돌격대(SA)에 흡수되었다. 멩겔레는 얼마 지나지 않아 건강 악화로 이 조직을 떠났지만 1937년 나치당원이 되었고 1938년에는 친위대에 가입하였다. 1939년 멩겔레는 이레네 쇤바인과 결혼하여 1944년 롤프라는 외아들을 낳았으며, 1940년 예비군 의무대로 배속된 그는 무장친위대(Waffen-SS)와 함께 작전에 동원되었다. 1942년 러시아 전선에서 부상을 당한 그는 전투 부적합 판정을 받았으며 친위대 대위로 진급하였다. 멩겔레는 1941년부터 1942년까지의 동부 전선에서의 수훈으로 1급 및 2급 철십자 훈장과 동부전선 훈장을 받았다.

## 수용소 근무 생활

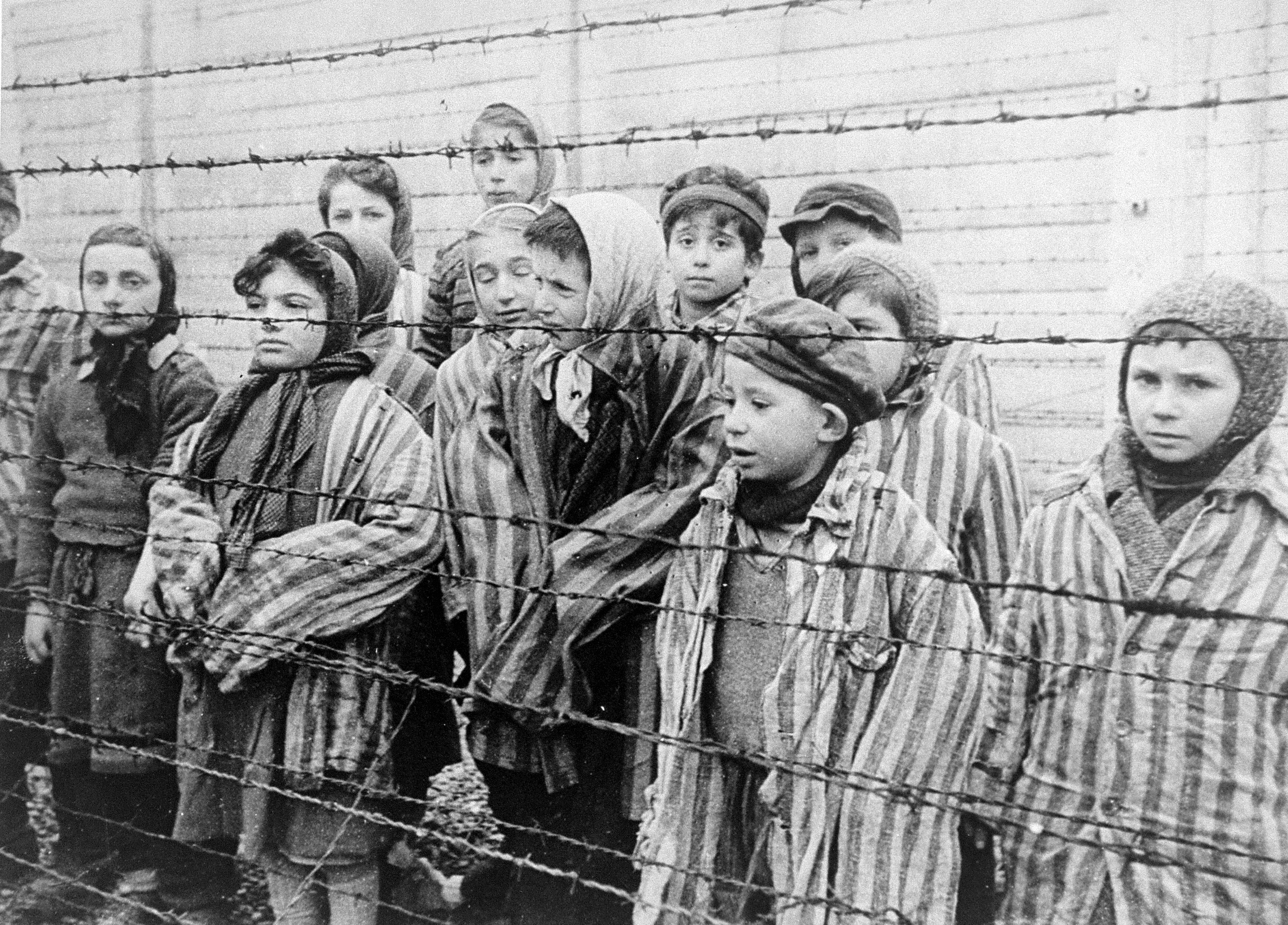
유대인 쌍둥이는 멩겔레의 의학 실험에 사용하기 위해 아우슈비츠에 생존해 있었다. 붉은 군대는 1945년 1월에 이 아이들을 해방시켰다.

1943년 멩겔레는 병에 걸린 전임의사 대신 비르케나우 강제수용소로 배정되었다. 1943년 5월 24일 멩겔레는 아우슈비츠와 비르케나우 강제수용소의 '집시 캠프' 의무관으로 임명되었으며, 1944년 8월 수용자들이 모두 가스실로 간 이후 캠프가 해체되면서 비르케나우 강제수용소의 주임 의무관이 되었다. 당시 아우슈비츠의 주임 의무관은 그의 상관 에두아르드 비르츠였다.
수용소에서 머문 21개월간 그는 '죽음의 천사'라는 별명을 얻게 되었으며 다른 의무관과 교대로 가스실로 보낼 유대인과 강제노역에 동원할 유대인 선별 작업을 담당하였다.
멩겔레는 수용소에 있는 동안 수감자들을 이용하여 그의 유전학에 관한 연구를 지속하였다. 그는 특히 쌍둥이 연구에 관심이 많아서 이들을 선별하고 특별 병영에 따로 수용하여 연구대상으로 삼았다. 멩겔레는 또한 집시 캠프에 있었던 시절 발병하여 특히 어린이들에게 많은 영향을 끼쳤던 수암이라는 질병을 연구하였는데, 그 원인은 밝히지 못했지만 이 질병이 영양실조 등으로 면역체계가 무너진 아이들에게 주로 발병하여 홍역과 결핵 등으로 이어진다는 사실을 알아냈다. 멩겔레는 수암이 인종적 열성요소 때문에 발병한다는 것을 증명하고자 하였지만 실패하였다.
멩겔레는 수용소에 도착한 수감자 가운데 기형인 사람들에게 관심이 많았는데, 이들 가운데 오비츠(Ovitz) 가족도 있었다. 루마니아 출신 예술가 가족인 이들은 열 명 가족 가운데 7명이 난쟁이였으며, 끌려오기 전 릴리풋 곡예단이라는 이름으로 동유럽을 전전하며 공연을 하였다. 멩겔레는 이들을 종종 '나의 난쟁이 가족'이라고 부르며 아꼈다. 멩겔레의 실험은 과학적 가치가 모호한 것들이 많았는데, 아이들의 눈에 염색약을 주사해 눈 색깔을 바꾸는 실험이나 마취 없는 늑골 적출, 기타 잔인한 외과 실험들이 포함되었다. 이러한 과정에서 숨을 거둔 피실험자들의 눈은 멩겔레의 수집품이 되었다. 레나 겔리센이 아우슈비츠에 있었던 동안의 증언에 따르면 1943년 10월경 멩겔레는 여자 수감자들을 대상으로 실험을 하기도 하였다고 한다. 멩겔레는 특별 작업을 할 사람을 선발한다는 명목으로 여자 수감자들을 선택하였으며, 이를 중노동에서 해방될 기회로 생각한 여자 수감자들은 멩겔레에게 끌려갔다가 불임수술과 충격요법 등을 받고 병에 걸리거나 죽음을 맞기도 했다.
헝가리 출신의 유태인 의사이던 니슬리 미클로시는 법의학과 독일어를 공부한 덕에 멩겔레에게 선발되어 그의 조수로 일하였으며, 훗날 멩겔레의 실험들에 대한 기록을 남겼다. 그에 따르면 멩겔레의 실험 대상이 된 이들은 일반 수감자들보다 나은 주거 환경에서 보다 좋은 음식을 먹었으며 가스실에 갈 위험도 없었지만 멩겔레는 이들을 실험재료로 생각하였을 뿐 결코 이들을 인간으로 대우하지 않았다고 한다. 멩겔레는 필요에 따라 이들을 간단히 살해하고 해부하였다.

## 전후 생활
전후 독일 내에서 가명을 쓰며 숨어지내던 멩겔레는 남미로 도주, 아르헨티나를 거쳐 1959년 브라질로 이주하였다. 그곳에서 그는 남동생의 미망인과 재혼을 하였으며, 말년에는 자신이 붙잡힐 것을 무서워하여 집 주변에서 조금이라도 소리가 나면 깜짝 놀래 밖을 내다보았으며, 불면증에 시달리거나 여러 가지 정신병적인 행태를 보였다고 한다. 그리고 1979년 그는 브라질 상파울루에서 바다 수영을 하던 도중 심장마비로 사망하였다. 이러한 사실은 그가 사망한 후에 알려졌는데 1985년 브라질의 어느 무덤의 주인이 멩겔레라는 소문이 퍼졌고, 발견된 유골의 사진과 무덤 속에 남겨진 치아의 DNA 등을 분석한 검사로 1993년 신원이 확인되었다.

## 같이 보기
- 아리베르트 하임
- 에바 모제스 코르
- 한스 뮌히
- 이시이 시로
- 사울의 아들

### 참고 문헌
- Aderet, Ofer (2011년 7월 22일). “Ultra-Orthodox man buys diaries of Nazi doctor Mengele for $245,000”. 《Haaretz》. 2015년 9월 24일에 원본 문서에서 보존된 문서. 2020년 5월 20일에 확인함.
- Allison, Kirk C. (2011). 〈Eugenics, race hygiene, and the Holocaust: Antecedents and consolidations〉.   Friedman, Jonathan C. 《Routledge History of the Holocaust》. Milton Park; New York: Taylor & Francis. 45–58쪽. ISBN 978-0-415-77956-2.
- Astor, Gerald (1985). 《Last Nazi: Life and Times of Dr Joseph Mengele》. New York: Donald I. Fine. ISBN 978-0-917657-46-7.
- Blumenthal, Ralph (1985년 7월 22일). “Scientists Decide Brazil Skeleton Is Josef Mengele”. 《The New York Times》. 2014년 2월 1일에 확인함.
- Brozan, Nadine (1982년 11월 15일). “Out of Death, a Zest for Life”. 《The New York Times》.
- Evans, Richard J. (2008). 《The Third Reich at War》. New York: Penguin. ISBN 978-0-14-311671-4.
- Gopnik, Adam (2020년 6월 15일). “Revisiting Mengele's Malignant "Race Science"”. 《The New Yorker》. 2023년 1월 1일에 확인함.
- Hier, Marvin (2010). “Wiesenthal Center Praises Acquisition of Mengele's Diary”. Simpn Wiesenthal Center.  8 May 2017에 원본 문서에서 보존된 문서.  2 February 2014에 확인함.
- “In the Matter of Josef Mengele: A Report to the Attorney General of the United States” (PDF). US Department of Justice, Office of Special Investigations Criminal Division. October 1992. 206쪽. 2022년 6월 24일에 확인함.
- Kershaw, Ian (2008). 《Hitler: A Biography》. New York: W. W. Norton & Company. ISBN 978-0-393-06757-6.
- Kubica, Helena (1998) [1994]. 〈The Crimes of Josef Mengele〉.   Gutman, Yisrael; Berenbaum, Michael. 《Anatomy of the Auschwitz Death Camp》. Bloomington, Indiana: Indiana University Press. 317–337쪽. ISBN 978-0-253-20884-2.
- Lagnado, Lucette Matalon; Dekel, Sheila Cohn (1991). 《Children of the Flames: Dr Josef Mengele and the Untold Story of the Twins of Auschwitz》. New York: William Morrow. ISBN 978-0-688-09695-3.
- Lee, Stephen J. (1996). 《Weimar and Nazi Germany》. Oxford: Heinemann Educational. ISBN 0-435-30920-X.
- Levy, Alan (2006) [1993]. 《Nazi Hunter: The Wiesenthal File》 Revis 2002판. London: Constable & Robinson. ISBN 978-1-84119-607-7.
- Lifton, Robert Jay (1985년 7월 21일). “What Made This Man? Mengele”. 《The New York Times》. 2013년 9월 28일에 원본 문서에서 보존된 문서. 2014년 1월 11일에 확인함.
- Lifton, Robert Jay (1986). 《The Nazi Doctors: Medical Killing and the Psychology of Genocide》. New York: Basic Books. ISBN 978-0-465-04905-9.
- Longerich, Peter (2010). 《Holocaust: The Nazi Persecution and Murder of the Jews》. Oxford; New York: Oxford University Press. ISBN 978-0-19-280436-5.
- Mozes-Kor, Eva (1992). 〈Mengele Twins and Human Experimentation: A Personal Account〉.   Annas, George J.; Grodin, Michael A. 《The Nazi Doctors and the Nuremberg Code: Human Rights in Human Experimentation》. New York: Oxford University Press. 53–59쪽. ISBN 978-0-19-510106-5.
- Nash, Nathaniel C. (1992년 2월 11일). “Mengele an Abortionist, Argentine Files Suggest”. 《The New York Times》. 2014년 8월 31일에 확인함.
- Nyiszli, Miklós (2011) [1960]. 《Auschwitz: A Doctor's Eyewitness Account》. New York: Arcade Publishing. ISBN 978-1-61145-011-8.
- Oster, Marcy (2010년 2월 3일). “Survivor's grandson buys Mengele diary”. Jewish Telegraphic Agency. 2014년 2월 2일에 확인함.
- Piper, Franciszek (1998) [1994]. 〈Gas Chambers and Crematoria〉.   Gutman, Yisrael; Berenbaum, Michael. 《Anatomy of the Auschwitz Death Camp》. Bloomington, Indiana: Indiana University Press. 157–182쪽. ISBN 978-0-253-20884-2.
- Posner, Gerald L.; Ware, John (1986). 《Mengele: The Complete Story》. New York: McGraw-Hill. ISBN 978-0-07-050598-8.
- Rees, Laurence (2005). 《Auschwitz: A New History》. New York: Public Affairs. ISBN 978-1-58648-303-6.
- Saad, Rana (2005년 4월 1일). “Discovery, development, and current applications of DNA identity testing”. 《Baylor University Medical Center Proceedings》 18 (2): 130–133. doi:10.1080/08998280.2005.11928051. PMC 1200713. PMID 16200161.
- Schult, Christoph (2009년 10월 12일). “Why One Auschwitz Survivor Avoided Doctors for 65 Years”. 《Spiegel International》. 2020년 7월 8일에 확인함.
- Segev, Tom (2010). 《Simon Wiesenthal: The Life and Legends》. New York: Doubleday. ISBN 978-0-385-51946-5.
- Simons, Marlise (1988년 3월 17일). “Remains of Mengele Rest Uneasily in Brazil”. 《The New York Times》. 2014년 2월 2일에 확인함.
- Staff (2009). “Josef Mengele”. United States Holocaust Memorial Museum. 2019년 8월 22일에 확인함.
- Staff (2017년 1월 11일). “Nazi doctor Josef Mengele's bones used in Brazil forensic medicine courses”. 《The Guardian》. Associated Press. 2019년 8월 24일에 확인함.
- Staff (2007). “SS Auschwitz album”. United States Holocaust Memorial Museum. 2019년 1월 30일에 확인함.
- Steinbacher, Sybille (2005) [2004]. 《Auschwitz: A History》. Munich: Verlag C. H. Beck. ISBN 978-0-06-082581-2.
- Walters, Guy (2009). 《Hunting Evil: The Nazi War Criminals Who Escaped and the Quest to Bring Them to Justice》. New York: Broadway Books. ISBN 978-0-7679-2873-1.
- Weindling, Paul (2002). 〈The Ethical Legacy of Nazi Medical War Crimes: Origins, Human Experiments, and International Justice〉.   Burley, Justine; Harris, John. 《A Companion to Genethics》. Blackwell Companions to Philosophy. Malden, MA; Oxford: Blackwell. 53–69쪽. doi:10.1002/9780470756423.ch5. ISBN 978-0-631-20698-9.
- Zentner, Christian; Bedürftig, Friedemann (1991). 《The Encyclopedia of the Third Reich》. New York: Macmillan. ISBN 978-0-02-897502-3.